# Anita Graser
Anita Graser, née en 1986, est une géographe autrichienne et une chercheuse spécialisée dans l'analyse des données géographiques sur la mobilité. Elle est une autrice de livres techniques de référence sur le système d'information géographique QGIS. Son engagement dans l'information géographique en accès libre est récompensé par le prix international Sol Katz en 2020.

## Biographie
Anita Graser, née en 1986, a un master en sciences de l'université des sciences appliquées de Wiener Neustadt (Fachhochschule Wiener Neustadt) avec une spécialité en sciences de l'information géographique. Depuis 2014 elle travaille à l'Institut autrichien de technologie à Vienne (Austrian Institute of Technology), l'une des plus importantes institutions de recherche non universitaire d'Autriche. Sa thèse en 2021 est consacrée à l'analyse exploratoire des données massives de mobilité et leur représentation géographique.

## Travaux
Anita Graser est chercheuse au Centre pour les systèmes de mobilité de l'Institut autrichien de technologie à Vienne et donne des cours sur QGIS à l'UNIGIS de Salzbourg. Ses travaux portent sur l'analyse de gros volumes de données de mouvement afin d'en tirer des informations pratiques, comme la détection de mouvements inhabituels ou pour essayer de prédire des mouvements futurs. En 2020, elle étudie les données de mobilité de la ville de Vienne afin de décliner l'expérience des « superblocs » de Barcelone. Aussi appelés mini-quartiers, la circulation de ces zones est réorganisée afin d'augmenter les déplacements piétons et limiter la pollution atmosphérique et sonore. L'équipe d'Anita Graser reçoit le prix 2020 de la mobilité du VCÖ – Mobilität mit Zukunft (de) pour ces recherches. Elle développe également des modèles qui permettent de connaître l'heure exacte d'arrivée des navires et qui peuvent également permettre de détecter la pêche illégale ou de contrebande mais aussi l'évolution des migrations d'oiseaux avec le changement climatique.
Anita Graser développe plusieurs extensions pour le logiciel libre QGIS, comme TimeManager qui permet d'animer des données avec un facteur temporel ou Trajectools qui offre des outils d'analyse de trajectoires. À partir de ce dernier, elle développe MovingPandas, une bibliothèque Python qui permet d'aider à l'analyse des données de mouvement,. Cette innovation obtient en 2019 le prix de la meilleure publication lors du symposium de géomatique AGIT, catégorie étudiant.

## Engagement dans le volet géographique de l'open source
Anita Graser est investie dans la science ouverte, mouvement qui vise à rendre les recherches réalisées avec des fonds publics accessibles à ce même public.
Contributrice sur QGIS depuis 2008, elle fait partie du comité directeur depuis 2013, et publie sept livres de référence sur ce logiciel libre de traitement des données géographiques,,,,. De 2015 à 2017, elle siège au conseil d'administration de la Fondation Open Source Geospatial qui vise à soutenir des logiciels libres open source,. Elle est remarquée comme jeune professionnelle remarquable de moins de  40 ans par le magazine de géomatique xyHt en 2016.
Elle est finaliste du prix RedHat des femmes dans l'open source en 2020. Son engagement est récompensé par le prix Sol Katz 2020 pour ses contributions significatives à la progression des idéaux du logiciel libre dans le domaine géospatial, et en 2021 par le prix des Femmes dans la technologie.

## Récompenses
- Prix des Femmes dans la technologie en 2021[21].
- Prix Sol Katz pour les logiciels libres et open source géospatiaux en 2020[12],[20].

- Finaliste du prix RedHat pour les femmes dans l'Open Source en 2020[11],[22].
- Nommée au prix Futurezone 2020[23].

- Jeune professionnel remarquable et prometteur de moins de 40 ans par le magazine de géomatique xyHt en 2016[24].

- Deuxième prix du « Opening Up The Map » au FOSS4G de Nottingham en 2013.

## Publications

### Livres
- (en) Andrew Cutts, Anita Graser, Learn QGIS, Packt Publishing, 29 novembre 2018, 4e éd., 272 p. (ISBN 9781788997423)
- (en) Anita Graser, Gretchen N. Peterson, QGIS Map Design, Locate Press, 20 novembre 2018, 2e éd., 210 p. (ISBN 9780998547749)
- (en) Alex Mandel, Victor Olaya Ferrero, Anita Graser, QGIS 2 Cookbook, Packt Publishing, 29 avril 2016, 596 p. (ISBN 9781783984961)

### Principaux articles
- (en) « Sensitivity analysis for energy demand estimation of electric vehicles », Transportation Research Part D: Transport and Environment, vol. 46,‎ 1er juillet 2016, p. 182–199 (ISSN 1361-9209, DOI 10.1016/j.trd.2016.03.017, lire en ligne, consulté le 29 juillet 2021)
- (en) Martin Loidl, Gudrun Wallentin, Rita Cyganski et Anita Graser, « GIS and Transport Modeling—Strengthening the Spatial Perspective », ISPRS International Journal of Geo-Information, vol. 5, no 6,‎ juin 2016, p. 84 (DOI 10.3390/ijgi5060084, lire en ligne, consulté le 29 juillet 2021)
- (en) Anita Graser et Victor Olaya, « Processing: A Python Framework for the Seamless Integration of Geoprocessing Tools in QGIS », ISPRS International Journal of Geo-Information, vol. 4, no 4,‎ décembre 2015, p. 2219–2245 (DOI 10.3390/ijgi4042219, lire en ligne, consulté le 29 juillet 2021)
- Anita Graser, Markus Straub et Melitta Dragaschnig, « Is OSM Good Enough for Vehicle Routing? A Study Comparing Street Networks in Vienna », dans Progress in Location-Based Services 2014, Springer International Publishing, 2015 (ISBN 978-3-319-11878-9, DOI 10.1007/978-3-319-11879-6_1, lire en ligne), p. 3–17